# حثالة (علم النبات)

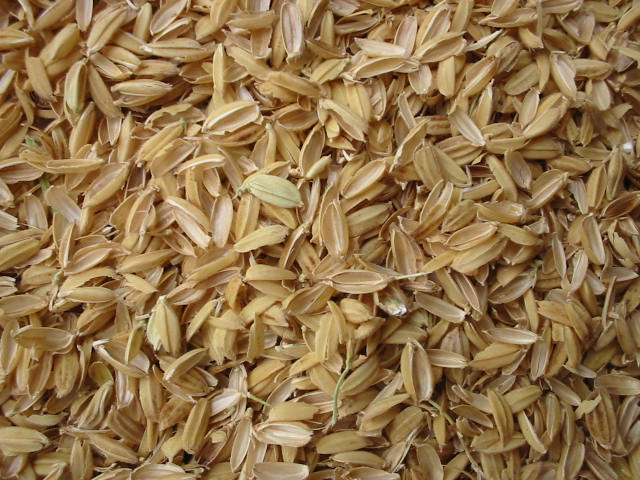

في علم النبات، الحُثالة أو عُصافَتا السُّنْبُل أو قُنّابَتا السُّنْبُلَةِ العُشْبِيَّة (بالإنجليزية: glume)‏ هو قنابة (بُنية شبيهة بالورقة) أسفل السُنَيْبُلة (عُنَيْقِيد زهريّ) في نَورة (عنقود زَهريّ) الأعشاب (النَّجيل) أو أزهار البَرْدِيّ (السُّعادى). يوجد نوعان من القُنّابَة في سُنَيْبُلة الأعشاب: القُنابَة السُّفلِيَّة والحَثَاة.
في الأعشاب، يوجد قُنّابتان مَعروفة باِسم «عُصافَتا السُّنْبُل» وهي من الأعضاء الدُّنيا للسُنَيْبُلة (هناك عادةً اثنتان، لكن قد تتواجد واحدة فقط ونادرًا يحدث أن لا توجد إطلاقًا).:974-977 قد تتشابه عُصافَتا السُّنْبُل بالشّكل مع القُنابَة السُّفلِيَّة؛ قُنّابة في قاعدة كلّ زُهَيرة.
في البَرْدِي، في المُقابِل، الحُثالة هي حَرْشَفَة في قاعدة كلّ زهرة في السُنَيْبُلة.:521